# Hemibelideus lemuroides
Hemibelideus lemuroides é uma espécie de marsupial da família Pseudocheiridae. É a única espécie descrita para o gênero Hemibelideus. Endêmica da Austrália.